# 17992 Japellegrino
17992 Japellegrino è un asteroide della fascia principale. Scoperto nel 1999, presenta un'orbita caratterizzata da un semiasse maggiore pari a 2,3639340 UA e da un'eccentricità di 0,0625144, inclinata di 5,41031° rispetto all'eclittica.